# Crocidura dolichura
Crocidura dolichura is een zoogdier uit de familie van de spitsmuizen (Soricidae). De wetenschappelijke naam van de soort werd voor het eerst geldig gepubliceerd door Peters in 1876.